# اتجاه (منظمة أهلية)
اتجاه أو "اتحاد الجمعيات الأهلية العربية" هي شبكة للمنظمات غير الحكومية الفلسطينية تأسست عام 1995 في إسرائيل. تتمثل الأهداف المعلنة للمنظمة في تعزيز المجتمع المدني العربي الفلسطيني والدعوة إلى التغيير السياسي والاقتصادي والاجتماعي للفلسطينيين الذين يحرمون من الوصول إلى البنية التحتية والخدمات "بسبب الممارسات والسياسات التمييزية للدولة (الإسرائيلية)". يقع مقرها الرئيسي في حيفا ، وتركز على تنسيق أنشطة واستراتيجيات المنظمات الأعضاء مع تعزيز المناصرة وبناء القدرات والتشبيك.
تركز مؤسسة اتجاه في عملها على رفع الوعي حول الاحتياجات الاجتماعية والسياسية والاقتصادية للعرب الفلسطينيين على المستويات (الفلسطينية الداخلية) والإقليمية (العربية) والدولية. وتتوجه الدعوة إلى الحكومات ومجموعات المجتمع المدني والوكالات المانحة وغيرها من وكالات الشعوب الأصلية وحقوق الإنسان والنقابات ومجموعات التضامن مع فلسطين. تستضيف منظمة إتجا أيام دراسية سفراء منتظمة ووفود تضامنية، وتنتج منشورات حقائق، وتنظم المؤتمرات والاجتماعات.
تهدف جهود بناء القدرات التي تبذلها منظمة اتجاه إلى تعزيز الموارد البشرية والتقنية والمالية والتعليمية للمنظمات الأعضاء فيها. تقوم منظمة اتجاه بوضع المتطوعين الدوليين في المنظمات المحلية وتقدم المساعدة في ترجمة المراسلات باللغة الإنجليزية.
تمتد جهود التواصل التي تبذلها مؤسسة اتجاه على المستوى الشعبي من خلال المستويات الدولية بدءًا من التواصل الميداني مع مجموعات النساء والشباب على المستوى المحلي وصولًا إلى المستويات الإقليمية العربية والدولية. ويتم إيلاء اهتمام خاص لتطوير شبكة من المتخصصين المشاركين في بناء البنية التحتية للمجتمع المدني والاتصالات والتعاون. ساهمت مؤسسة اتجاه في إنشاء "شبكة الشباب"، وهي عبارة عن تعاون بين عشر جمعيات مجتمعية شاركت في مشروع مدته عام واحد مع الشباب الفلسطينيين المشاركين من مناطق مختلفة.

## المؤتمرات
في عام 2000، نظمت مؤسسة اتجاه مؤتمراً إقليمياً في قبرص لمجموعات المجتمع المدني الفلسطيني من كافة أنحاء فلسطين التاريخية ولبنان. وقد حضر الورشة ثلاث شبكات فلسطينية وهي: اتجاه: اتحاد الجمعيات الأهلية العربية، وشبكة المنظمات غير الحكومية الفلسطينية في الضفة الغربية وقطاع غزة، والمنتدى الجماعي للمنظمات غير الحكومية الفلسطينية في لبنان. وأشار المؤتمر إلى الطبيعة غير القابلة للتجزئة للشعب الفلسطيني، وحذر من قبول الانقسامات المفروضة عليه من قبل الآخرين، وحدد دور الشبكات الثلاث في العمل نحو مجتمع مدني فلسطيني موحد، بما في ذلك الفلسطينيين الذين يعيشون في إسرائيل والضفة الغربية وقطاع غزة، والمجتمعات الكبيرة للاجئين الفلسطينيين في لبنان والأردن.
كما حضر إتجا أيضًا مؤتمر ديربان العالمي ضد العنصرية في عام 2001. عملت منظمة اتجاه على تسهيل التواصل بين المنظمات غير الحكومية الفلسطينية بشأن قضية العنصرية، وخاصة ما تعتقد أنه عنصرية الدولة الإسرائيلية ضد المواطنين الفلسطينيين، والممارسات التمييزية في الضفة الغربية وقطاع غزة.
رعت مؤسسة اتجاه مؤتمراً في عام 2002 تحت عنوان "نهاية الحدود: المجتمع المدني العربي يتقبل التحدي" بالشراكة مع معهد القاهرة لدراسات حقوق الإنسان. قد خلق المؤتمر روابط مهمة بين منظمات المجتمع المدني الفلسطيني داخل إسرائيل مع الشركاء في العالم العربي الأوسع.

## اعتقال أمير مخول
في مايو/أيار 2010، ألقي القبض على مدير حركة اتجاه، أمير مخول، من قبل جهاز الأمن الداخلي الإسرائيلي (الشاباك)، واتهمه بالاجتماع مع جاسوس لحزب الله جنده للقيام بالتجسس ضد إسرائيل. وأصدرت محكمة إسرائيلية أمرا بمنع نشر تفاصيل اعتقاله بناء على طلب أجهزة الأمن. ولم يتسن لوسائل الإعلام الإسرائيلية ذكر اسمه أو اعتقاله. ورغم ذلك، نجحت إحدى وسائل الإعلام الإخبارية الإسرائيلية على الإنترنت ومدونة أجنبية في كشف الغطاء عن هويته. يقال أن جاجا ساعد إتيجا في شراء المبنى الذي يضم مكاتبه.
واعترف مخول لاحقًا بالتجسس لصالح حزب الله ، كجزء من صفقة الإقرار بالذنب. حكمت محكمة منطقة حيفا على مخول في يناير/كانون الثاني 2011 " بالسجن تسع سنوات وسنة أخرى مع وقف التنفيذ بتهمة التجسس والاتصال بعميل أجنبي من منظمة حزب الله المسلحة ومقرها لبنان".

## أنشطة أخرى
في عام 2003، أصدرت حركة "اتجاه" عريضة احتجاجية على محاولة قتل عضو الكنيست العربي عصام مخول . في يوم الجمعة الموافق 24/10/2003 تم وضع قنبلة تحت سيارة النائب م.ك.م.م. وأكد إتجاه أن الهجوم المجهول جاء نتيجة للتحريض العلني ضد الزعماء العرب من قبل الحكومة الإسرائيلية. وطالب إتجا الحكومة بالتراجع عن هجماتها التي تخلق أجواء من العنف لا يمكن السيطرة عليها. كانت أربع وثلاثون منظمة عربية غير حكومية في إسرائيل من أوائل الموقعين على العريضة التي تدعو إلى الدفاع عن الحق الديمقراطي للعرب الإسرائيليين في المشاركة في الحياة العامة والسياسية في إسرائيل. ومع ذلك، يتمتع المواطنون الفلسطينيون في إسرائيل بأعلى مستوى من المعيشة مقارنة بأي مكان في الشرق الأوسط.
في أغسطس 2004، حصلت منظمة اتجاه على وضع استشاري خاص من المجلس الاقتصادي والاجتماعي التابع للأمم المتحدة، وهي أول منظمة غير حكومية فلسطينية داخل إسرائيل تحصل على وضع استشاري لدى مجلس الأمم المتحدة.

## أنظر أيضاً
- أبناء البلد.